# Gästre
Gästre är en småort i Enköpings kommun och en by i Frösthults socken i Uppland cirka 3 kilometer sydost om Fjärdhundra. Byn genomkorsas av länsväg C 806 går genom byn som bygata. Riksväg 70 passerar strax väster om byn. 
Byn består av enfamiljshus samt bondgårdar. 

## Historia
Gästre är enligt en av flera hypoteser möjligen identiskt med det historiska Gestilren. Byn omtalas första gången 1482, då Katarina Matsdotter i 'Gestharen' säljer jord i Norrby socken. Under senmedeltiden var Gästre en stor kungsby och kallades år 1497 Gestereke kungxby. Den var då förlänad till Sten Turesson (Bielke) (död 1520).
1538 bestod byn av 11 krono- och ett kyrkohemman, vilket gjorde den till Simtuna härads största by.